# Nam June Paik
Nam June Paik (nascido como Baek Nam-jun) (Seul, 20 de julho de 1932 — Miami, 29 de janeiro de 2006) foi um artista sul-coreano. Trabalhou em diversos meios de arte, sendo frequentemente creditado pela descoberta e criação do meio conhecido como videoarte.

## Biografia
Nam June Paik nasceu em Seul, o mais novo de quatro irmãos, filho de um operário têxtil. quando jovem, estudou piano clássico. Em 1950, sua família deixou o país, fugindo da Guerra da Coreia, e se instalou em Hong Kong e depois no Japão, por motivos desconhecidos. 
Seis anos mais tarde, graduou-se na Universidade de Tóquio, em história da arte e história da música, com uma tese sobre Arnold Schoenberg. Mudou-se naquele ano para a Alemanha para continuar seus estudos de história da música na Universidade de Munique. Enquanto estudava na Alemanha, Paik conheceu os compositores Karlheinz Stockhausen e John Cage, assim como os artistas conceituais Joseph Beuys e Wolf Vostell. Após conhecê-los, Paik se inspirou para trabalhar na arte eletrônica. Paik trabalhou com Stockhausen e Cage em um estúdio de música eletrônica e começou a participar de um movimento de arte neo-dadaísta conhecido por Fluxus, inspirado pelo compositor John Cage e pelo uso de sons e barulhos cotidianos  em suas músicas. Paik fez sua grande estreia em uma exibição conhecida por "Exposition of Music-Electronic Television", no qual espalhou televisores em todos os lugares e utilizou ímãs para alterar ou distorcer as imagens. A obra, conhecida por "TV Magnet", deu origem à videoarte.
Em 1964, Paik se mudou para Nova Iorque e começou a trabalhar com a violoncelista clássica Charlotte Moorman, para combinar video, música e performance. No trabalho TV Cello, a dupla empilhou televisores um sobre o outro, de modo a adquirir o formato de um violoncelo. Quando Moorman puxou seu arco sobre as cordas do violoncelo, imagens dela e de outros violoncelistas tocando apareceram nas telas.
Em 1965, a Sony introduziu no mercado o Portapak, o primeiro dispositivo portátil de gravação de vídeo, a maior "arma" de Paik. Com ele, Paik pôde mover e gravar coisas simultaneamente, e a partir de então, Paik se tornou uma celebridade internacional, conhecido por seus trabalhos criativos e divertidos. 
Em um incidente notório, em 1967, Charlotte Moorman foi presa por praticar topless enquanto fazia sua performance na "Opera Sextronique" de Paik. Dois anos mais tarde, em 1969, executaram "TV Bra for Living Sculpture", no qual Charlotte vestiu um sutiã com pequenas telas de televisão sobre seus seios. Paik desenvolveu a ideia de uma "Super Auto-Estrada Eletrônica", pelo menos em 1974 em seu texto Media Planning for the Postindustrial Society (traduzido como "Planejamento da Mídia para a Sociedade Pós-industrial"). Muitos dos primeiros trabalhos e escritos de Paik estão reunidos em um volume editado por Judson Rosebush chamado Nam June Paik: Videa 'n' Videology 1959-1973, publicado pelo Museu de Arte Everson, Syracuse, Nova Iorque, em 1974. Em outra peça de Paik, Something Pacific (1986), uma estátua sentada de Buda encara sua própria imagem em um circuito fechado de televisão  (o trabalho é parte da Stuart Collection de arte pública da Universidade da California, San Diego). Em outro trabalho, "Positive Egg", exibe um ovo branco em um fundo preto. Em uma série de monitores de vídeo, aumentando em tamanho, a imagem na tela se torna maior e maior, até que o próprio ovo se torna abstrato e de um formato irreconhecível. Em "Video Fish", uma peça de 1975, uma série de aquários dispostos em linha horizontal contém peixes vivos nadando em frente a um igual número de monitores que exibem imagens de outros peixes. Paik também tornou-se conhecido por fazer robôs fora dos sets de televisão. Eles foram construídos usando pedaços de fios e metal mas, conforme o tempo passou, Paik usou pedaços de adaptações de rádio e televisão.
Uma retrospectiva do trabalho de Paik foi desenvolvida pelo Whitney Museum of American Art na primavera de 1982. Embora Nam June Paik fosse famoso em todo o planeta, ele jamais se esqueceu de sua casa na Coreia do Sul, onde foi educado. Durante a celebração do Dia de Nova Iorque em 1 de janeiro de 1984, ele levou ao ar o "Good Morning, Mr. Orwell", uma ligação de satélite ao vivo entre a WNET New York, Centre Pompidou Paris e a Coreia do Sul. Com a participação de John Cage, Salvador Dalí, Laurie Anderson, Joseph Beuys, Merce Cunningham, Allen Ginsberg, Peter Orlovsky, George Plimpton e outras estrelas de arte, Paik mostrou que o Big Brother de George Orwell ainda não havia chegado. Em 1986, Paik criou uma peça chamada "Bye Bye Kipling", um tape que reunia eventos ao vivo de Seul, na Coreia do Sul, de Tóquio]]ll, no Japão, e de Nova Iorque. Dois anos mais tarde, em 1988, demonstrou ainda mais seu amor por sua casa com uma peça chamada "The More The Better" ("Quanto mais, melhor"), uma torre gigante feita inteiramente de monitores para os Jogos Olímpicos realizados em Seul. Em 1992, Nam June Paik fez uma peça chamada "The Spinning Buddha", que pode ser vista no Museu de Newark, em Nova Jérsei.
Em 1996 foi novamente  homenageado no 11.º Festival Internacional de Arte Eletrônica Videobrasil, realizado em 1996 no Sesc Pompeia, em São Paulo. Na ocasião, além de uma retrospectiva (intitulada "À Espera do Século XXII: Uma Presença Virtual no Videobrasil 96"), o videoartista preparou uma reedição especial para uma de suas principais obras, "TV Moon". Ao final desse mesmo ano, Nam June Paik teve um derrame que o deixou parcialmente paralisado.
Uma retrospectiva final de seu trabalho foi feita na primavera de 2000 no Museu Solomon R. Guggenheim em Nova Iorque, integrando o único espaço do museu na própria exibição. O fato coincidiu com a exibição de trabalhos de arte em vídeo numa galeria do centro da cidade por sua esposa Shigeko Kubota, que bastante o ajudou no processo de recuperação do derrame. Nam June Paik morreu em 29 de janeiro de 2006, em sua casa em Miami, Flórida, aos 73 anos, de causas naturais.
Nam June Paik ficou conhecido por declarações polêmicas. "A arte é pura fraude", afirmou certa vez. "Você só precisa fazer algo que ninguém tenha feito antes". A frase foi dita a um jornal coreano. Em outra ocasião, em 1976, cunhou o termo "auto-estrada da informação" – antes da generalização da Internet.
Foi galardoado com a Medalha Picasso pela UNESCO.